# Ольґаново
Ольґаново (пол. Olganowo, нім. Olgenheim) — село в Польщі, у гміні Хоцень Влоцлавського повіту Куявсько-Поморського воєводства.
Населення — 243 особи (2011).
У 1975-1998 роках село належало до Влоцлавського воєводства.

## Демографія
Демографічна структура станом на 31 березня 2011 року:
|          | Загалом | Допрацездатний вік | Працездатний вік | Постпрацездатний вік |
| -------- | ------- | ------------------ | ---------------- | -------------------- |
| Чоловіки | 116     | 20                 | 84               | 12                   |
| Жінки    | 127     | 21                 | 80               | 26                   |
| Разом    | 243     | 41                 | 164              | 38                   |